# Spanische Badmintonmeisterschaft 1982
Die Spanische Badmintonmeisterschaft 1982 fand in Valladolid statt. Es war die erste Austragung der nationalen Titelkämpfe von Spanien im Badminton.

## Titelträger
| Disziplin    | Sieger                            |
| ------------ | --------------------------------- |
| Herreneinzel | José Luis Carballido              |
| Dameneinzel  | Margarita Miguelez                |
| Herrendoppel | Pedro V. Blach Fernando Delgado   |
| Damendoppel  | Margarita Miguelez Aída Carballal |
| Mixed        | Pedro V. Blach Loli Alonso        |